# Claudia Helene Hinterecker
Claudia Helene Hinterecker (* 23. Mai 1986 in Simbach am Inn) ist eine deutsche Schauspielerin.

## Leben
Sie absolvierte von 2006 bis 2010 an der Athanor Akademie in Burghausen eine Schauspielausbildung. Es folgten zahlreiche Engagements an verschiedenen Theaterhäusern und in diversen Film- und Fernsehproduktionen.
Hinterecker lebt in München. Neben ihrer Muttersprache Deutsch spricht sie auch Englisch.

## Filmografie
- 2013: Polizeiruf 110: Der Tod macht Engel aus uns allen
- 2013: Johannes Oerding: Nichts geht mehr (Musikvideo)
- 2014: Meine Freundin, ihre Familie und ich (Fernsehserie)
- 2015–2020: Aktenzeichen XY … ungelöst (Fernsehserie, 3 Folgen)
- 2016: Moni’s Grill (Fernsehserie, 7 Folgen)
- 2016: Kommissar Pascha – Bierleichen (Fernsehfilm)
- 2016: Der Bergdoktor (Fernsehserie)
- 2016: Das Verschwinden (Krimiserie)
- 2016–2018: Die Rosenheim-Cops (Fernsehserie, 2 Folgen)
- 2016–2020: Grünwald Comedy (5 Folgen)
- 2017: Lena Lorenz – Eindeutig uneindeutig (Fernsehreihe)
- 2018: Die Chefin – Eine Dorfschönheit (Fernsehserie)
- 2019: Um Himmels Willen (Fernsehserie, 1 Folge)
- 2019: Hubert und Staller (Fernsehserie, 1 Folge)
- 2019: SOKO München – Der Mann ohne Gewissen (Fernsehserie)
- 2019: Mein Ende. Dein Anfang.
- 2019: Die Bergretter – Letzter Wille (Fernsehserie)
- 2019–2020: Reiterhof Wildenstein (Fernsehserie, 4 Folgen)
- 2019: Singles’ Diaries (Webvideoserie)
- 2021: Zimmer mit Stall: Schwiegermutter im Anflug (Fernsehreihe)
- 2021: Laim: Laim und die Tote im Teppich
- 2021: Hartwig Seeler – Ein neues Leben
- 2022: Sturm der Liebe (Fernsehserie)
- 2023: Dahoam is Dahoam (Fernsehserie)